# Srikalahasti
Srikalahasti è una suddivisione dell'India, classificata come municipality, di 70.876 abitanti, situata nel distretto di Chittoor, nello stato federato dell'Andhra Pradesh. In base al numero di abitanti la città rientra nella classe II (da 50.000 a 99.999 persone).

## Società

### Evoluzione demografica
Al censimento del 2001 la popolazione di Srikalahasti assommava a 70.876 persone, delle quali 35.572 maschi e 35.304 femmine. I bambini di età inferiore o uguale ai sei anni assommavano a 8.435, dei quali 4.342 maschi e 4.093 femmine. Infine, coloro che erano in grado di saper almeno leggere e scrivere erano 47.452, dei quali 26.689 maschi e 20.763 femmine.